# Niagara (wodospad)

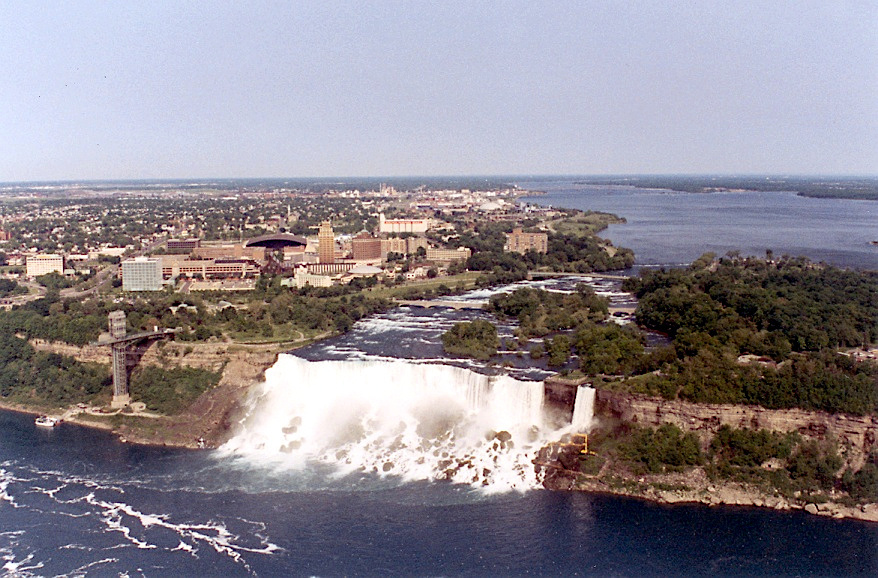
Wodospad Amerykański i wąski Wodospad Ślubny Welon (po prawej)

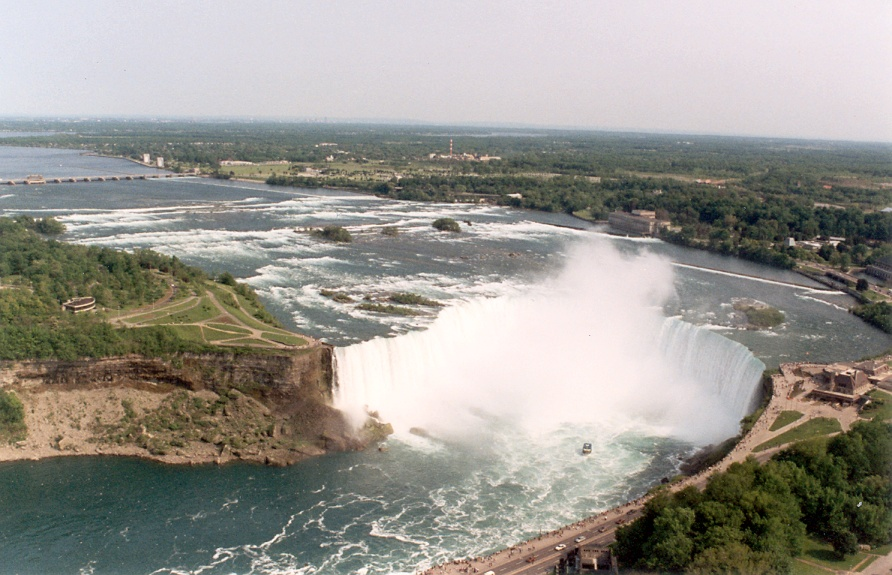
Wodospad Podkowy (kanadyjsko–amerykański)

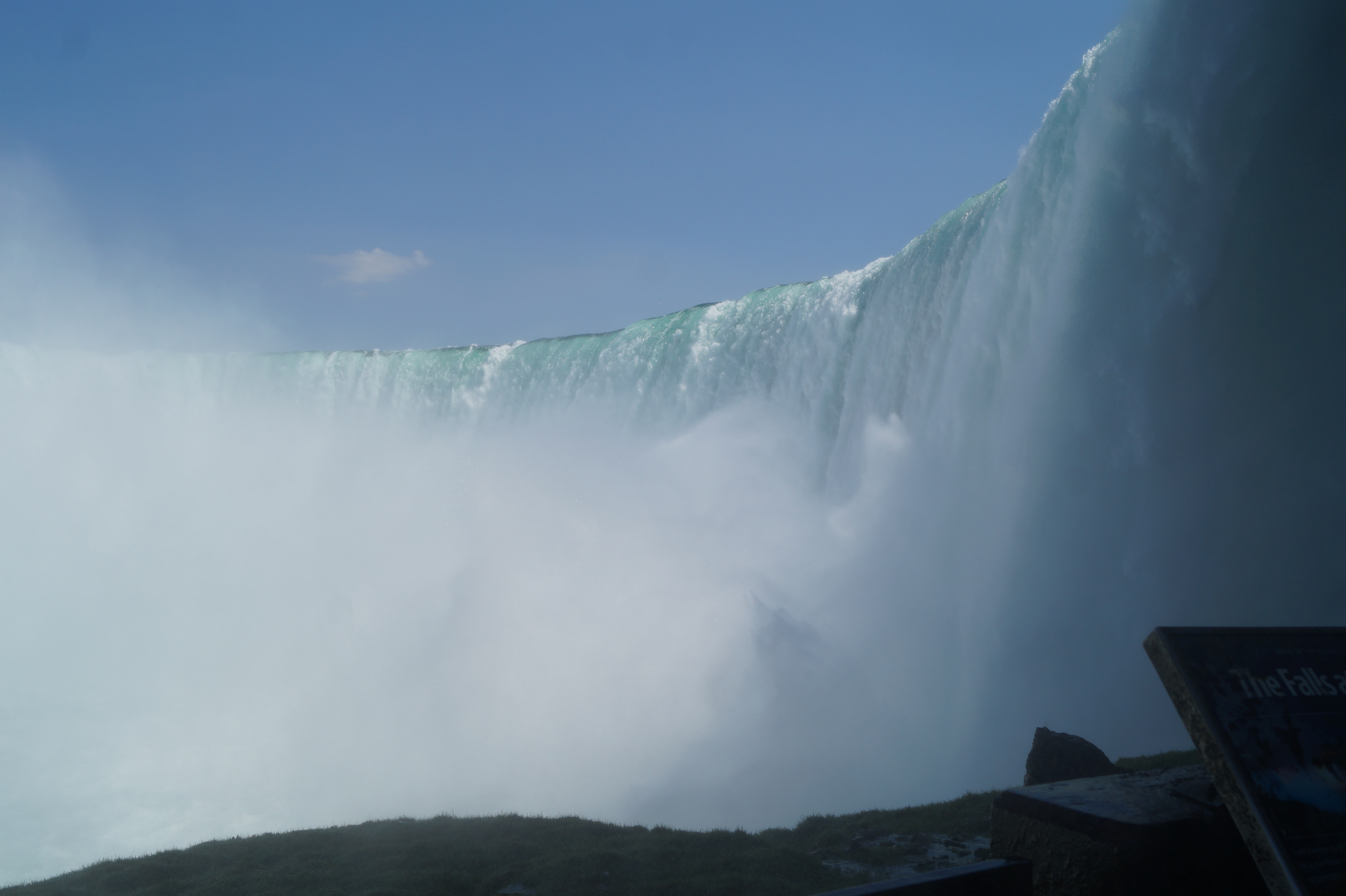
Widok na Wodospad Podkowy z tarasu widokowego na dole

Niagara (ang. Niagara Falls, wym. [naɪˈægrə]; fr. Chutes Niagara) – wodospad (w rzeczywistości trzy sąsiednie wodospady) na rzece Niagara, na granicy Kanady, prowincja Ontario i USA, stan Nowy Jork.

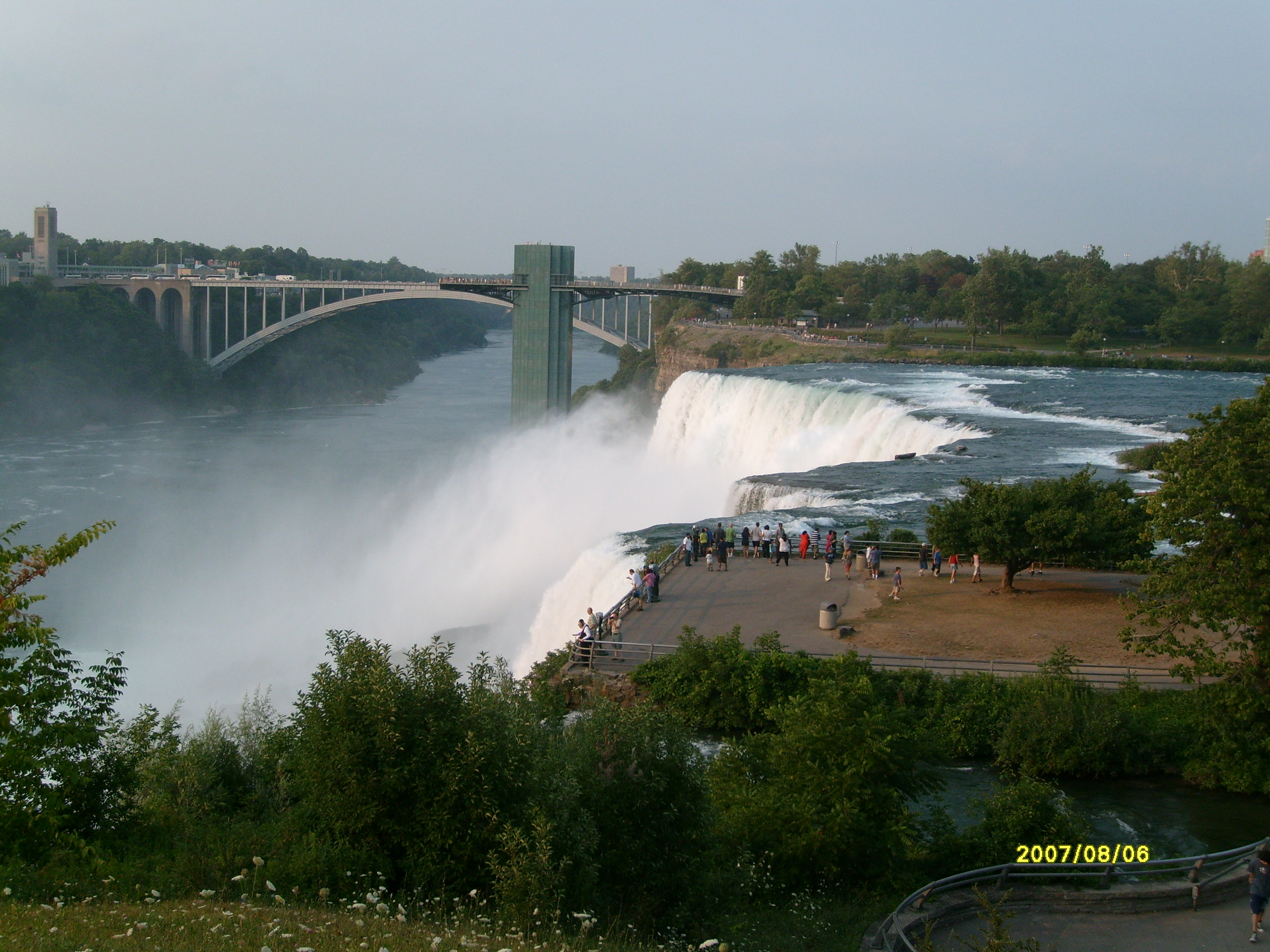
Wodospad Niagara, w tle taras widokowy

Rzeka Niagara o dł. 55 km, wypływająca z jeziora Erie i płynąca do jeziora Ontario, musi pokonać prawie 100-metrową różnicę poziomów. U ujścia rzeka rozwidla się, po czym spada dwiema około 50-metrowymi kaskadami.
Jedna część „amerykańska” leży na terytorium USA w stanie Nowy Jork. Jej kaskady to: American Falls (Wodospad Amerykański) i Bridal Veil Falls (Wodospad Ślubny Welon); 21–30 m wysokości z powodu gigantycznych głazów u jego podstawy oraz 320 m szerokości. Rozdzielone są małą wyspą Luna Island (Księżycowa Wyspa). Druga część „kanadyjska” w prowincji Ontario, to Horseshoe Falls (Wodospad Podkowa); 53 m wysokości i 790 m szerokości. Oddzielona jest od dwóch mniejszych, amerykańskich kaskad wyspą Goat Island (Kozią Wyspą) połączoną z lądem dwoma mostami. Odległość między amerykańskim a kanadyjskim wodospadem wynosi 1039 m. Otwarta granica między USA i Kanadą ustalona w 1819 roku biegnie środkiem tej drugiej, szerszej części rzeki Niagara i kaskady Podkowa. Wodospad Niagara otoczony jest przez zabudowę dwóch miast o tej samej nazwie: kanadyjskiego Niagara Falls, Ontario i amerykańskiego Niagara Falls, Nowy Jork.
Powierzchnia terenu, z którego wody odprowadzane są przez rzekę Niagara, wynosi ok. 660 tys. km². Przez kaskady przelewało się swego czasu ok. 6 tys. m³ wody na sekundę. Obecnie średnia roczna  wynosi ok. 2,4 tys. m³ - blisko połowa wody jest odprowadzana z wodospadów i zasila dwie elektrownie wodne, po stronie kanadyjskiej, jak i amerykańskiej. W zależności od tego, jaka ilość jest odprowadzana, poziom wody na rzece zmienia się o kilka metrów w ciągu dnia.

## Historia geologiczna
Wodospad jest stosunkowo młody w skali geologicznej. Rzeka Niagara powstała około 12 tys. lat temu, po ustąpieniu ostatniego zlodowacenia. Wodospad pierwotnie znajdował się w okolicach dzisiejszego Queenston. Tam właśnie woda spadała ze Skarpy Niagary, czyli geologicznej „skarpy”, która ciągnie się aż do Jeziora Górnego na zachodzie i daleko wzdłuż południowych brzegów jeziora Ontario na wschodzie. Od czasu powstania na skutek erozji skał wodospad cofnął się około 11 km w górę rzeki, w stosunku do pierwotnego położenia. Ślad wodospadu to długi kanion (tzw. Niagara Gorge) ciągnący się na północ od wodospadu.
Próg wodospadu zbudowany jest z ułożonych warstwowo skał o zróżnicowanej odporności: dolomitów, wapieni i piaskowców, porozdzielanych grubymi warstwami łupków. U podnóży wodospadu tworzą się potężne kotły eworsyjne: ich intensywne pogłębianie obniżyło dno rzeki tak, że jej głębokość u stóp progu wynosi obecnie około 60 m. Ciągłe podmywanie podstawy wodospadu, szczególnie szybko postępujące w warstwach mniej odpornych łupków, powoduje obrywanie się pozostałych, wywieszonych fragmentów ściany, w rezultacie prowadziło do szybkiego cofania się progu, które wynosiło średnio ok. 0,8 m na rok. W oparciu o najstarszy, wystarczająco precyzyjny rysunek wodospadu, pochodzący z 1763 r. oceniono w 1963 r., że w ciągu 200 lat próg Wodospadu Podkowy cofnął się o ok. 130 m.
Zdecydowanie większa część procesu erozji przebiega "drobnymi krokami", jednak czasami dochodzi do spektakularnych obrywów wielkich mas skalnych. Kilka z nich wydarzyło się już w czasach historycznych, praktycznie na oczach widzów, licznie odwiedzających wodospad już od połowy XVIII w. W 1818 r. oberwał się pierwszy fragment wywieszonej skały zwanej Table Rock - jednego z pierwszych popularnych punktów widokowych na kanadyjskim brzegu, odwiedzanego od połowy XVIII w. W następnych latach odpadło kilka kolejnych. W 1850 r. duży obryw objął 1/3 powierzchni skalnego tarasu wraz ze stojącym na nim powozem. Z czasem erozja tak naruszyła skały, że wejście na nie zamknięto, a w 1935 r. wysadzono ich pozostałości. Z kolei 29 lipca 1954 r. ok. godziny 8 rano w rejonie progu dały się słyszeć podziemne odgłosy, które zaalarmowały służby. Teren betonowego balkonu widokowego szybko odgrodzono - po południu, na oczach zgromadzonych widzów, w kipiel wodną runął fragment skalnej krawędzi o masie ok. 185 tys. ton.
Obecnie erozja skał została w znacznej mierze spowolniona dzięki serii prac inżynieryjnych wykonanych w ciągu ostatniego stulecia (przejęcie części wody przez hydroelektrownie i ograniczenie ilości niesionego rumoszu). Najbardziej spektakularna z nich miała miejsce w 1969 r., kiedy kaskada amerykańska została „wyłączona” na kilka miesięcy przez tymczasową zaporę wybudowaną powyżej progu. W tym samym czasie uprzątnięto wielkie głazy zalegające na dnie, co w efekcie umożliwiło rejsy statków pod sam wodospad. Aktualnie cofanie się progu Wodospadu Podkowy utrzymuje się na poziomie 0,3 m na rok. Do położonego powyżej wodospadów jeziora Erie jest około 32 km, więc jeśli nie wydarzy się nic nieprzewidzianego, to najpóźniej za jakieś 100 tysięcy lat próg wodospadów sięgnie brzegów tego jeziora.
Zarówno w 1969 r., jak i w 1848 r. wody wodospadu zamarzły w czasie zimy. W styczniu 2018 roku z powodu bardzo niskich temperatur w Stanach Zjednoczonych, wodospad ponownie zamarzł.

## Historia poznania
Uznaje się, że pierwszymi Europejczykami, którzy ujrzeli wodospady Niagary, byli poddani francuscy. Powszechnie wiadomo, że 6 grudnia 1678 r. nad brzegami wodospadów stanęli francuski podróżnik René-Robert Cavelier de La Salle i franciszkański zakonnik, Belg Louis Hennepin. Na widok ogromnych mas spadającej wody, oszołomieni jej hukiem, obaj padli na kolana i wznosząc ręce ku niebu odśpiewali "Te Deum". Hannepin po powrocie do Europy wydał w 1697 r. dzieło pt. „Nouvelle découverte d’un très grand pays situé dans l'Amérique (...)”, w którym zamieszczona została pierwsza znana rycina, przedstawiająca wodospady Niagary.
Przypuszcza się jednak, że najprawdopodobniej 35 lat przed La Sallem i Hannepinem dotarł tu inny Francuz, jezuita Paul Ragueneau.
Z biegiem czasu wodospad stał się coraz szerzej znaną atrakcją turystyczną, odwiedzaną coraz częściej wraz z rozwojem sieci drogowej, a następnie kolejowej. W XIX w. jego sława była już powszechna w Europie, skoro Maciej Bogusz Stęczyński w połowie tego stulecia w dziele „Sudety, jako dalszy ciąg poematu Tatry w 24 pieśniach przez Bogusza Zygmunta Stęczyńskiego. Tom I” wspomniał go jako jeden z wielu „cudów świata”, pisząc: (...) jezioro Eryje do Ontario wpada, / Trzęsie ziemią na milę, a grzmotem powiada / O swym spadzie gwałtownym Nijagarą zwanym (...).

## Wodospad jako współczesna atrakcja turystyczna

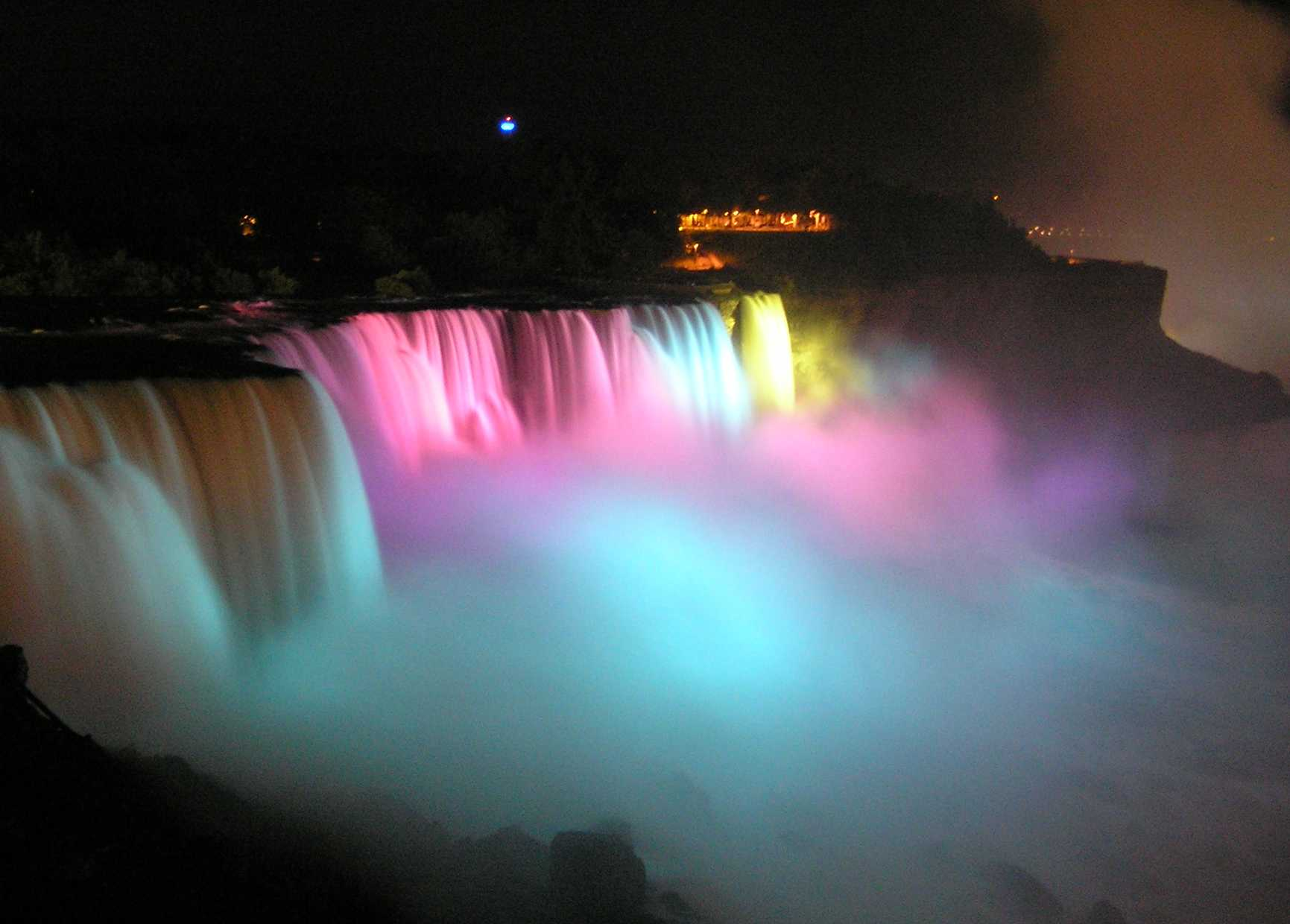
Podświetlenie wodospadu nocą

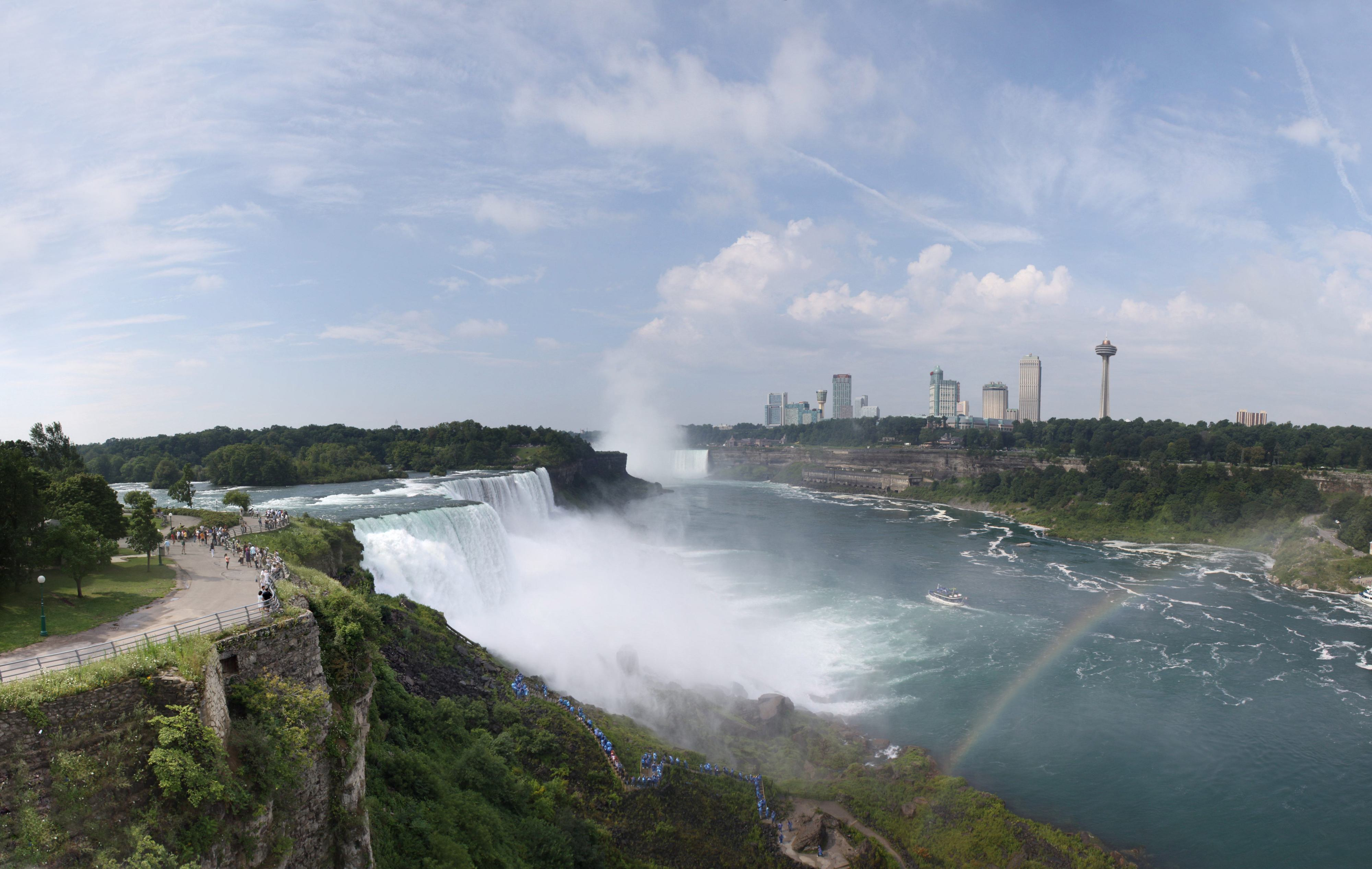
Panorama wodospadów

Kanadyjska strona wodospadu jest dużo bardziej atrakcyjna dla turystów, gdyż ma się z niej widok prosto na spadającą wodę kaskady amerykańskiej oraz dobry widok na kaskadę kanadyjską, choć ta jest z reguły częściowo zasłonięta obłokami kropelek, nieustannie tworzonych przez spadające masy wody. Z tego powodu większość infrastruktury turystycznej jest po stronie kanadyjskiej. Nie ma specjalnych ulg dla turystów zagranicznych na przejściu granicznym niedaleko wodospadu. Nawet krótki wypad na kilka minut, by zobaczyć wodospad z drugiej strony rzeki, wymaga pełnej wizy wjazdowej do danego kraju. W przypadku turystów z polskim paszportem przebywających legalnie w USA nie stanowi to już problemu, gdyż w Kanadzie wiza turystyczna nie jest wymagana. Jest możliwość pozostawienia samochodu po amerykańskiej stronie wodospadu i przejścia przez most piechotą, co wydaje się najlepszą opcją, gdyż nie trzeba czekać w kolejce samochodów, a jedyną opłatą jest myto w wysokości 0,50 USD, pobierane w automacie, by wydostać się z Kanady. Cały spacer z dojściem do przeciwnego brzegu wodospadu kanadyjskiego zajmuje do dwóch godzin.
Wokół wodospadu jest wiele atrakcji dla turystów oprócz samego widoku na wodospad. Najciekawsza z nich to rejs małym stateczkiem, który podpływa prawie pod same kaskady. Warto także zwiedzić „Jaskinię Wiatrów”. Wejście do jaskini znajduje się na wyspie Goat Island rozdzielającej główne kaskady. Schodzi się wewnątrz skały na taras położony około 20 metrów nad poziomem rzeki. Spienione masy wody spływające z amerykańskiej części spadają kilka metrów od tarasu. Do atrakcji trzeba też dołączyć kasyno, wybudowane po kanadyjskiej stronie w latach 90.
Nocą wodospady są podświetlone. Szczególnie interesująco wyglądają zimą, kiedy zamarzająca woda tworzy dużych rozmiarów sople.
W okolicy wodospadu jest szereg innych miejsc wartych odwiedzenia, między innymi:
- miasteczko Niagara-on-the-Lake – pierwsza stolica Ontario, w centrum miasteczka polski cmentarz wojskowy,
- zabytkowy Fort Niagara, najstarsze budowle zbudowane przez Francuzów w 1726.
- Kanał Wellandzki, biegnący równolegle do rzeki Niagara kilkanaście kilometrów na zachód, pozwalający statkom dalekomorskim ominąć wodospad.

Jazda autostradą z Toronto do Niagara Falls zajmuje około półtorej godziny (odległość 125 km).